# FIVB Women's Volleyball Challenger Cup
FIVB Women's Volleyball Challenger Cup, còn được gọi là Cúp bóng chuyền thách thức nữ thế giới, là một giải đấu bóng chuyền quốc tế giữa các đội tuyển nữ quốc gia của các nước thành viên Liên đoàn bóng chuyền quốc tế (FIVB). Giải đấu đầu tiên diễn ra từ ngày 20 đến ngày 24 tháng 6 năm 2018 tại Lima, Peru. Bulgaria đã giành vô địch trong giải đấu đầu tiên sau khi đánh bại Colombia trong trận chung kết và giành quyền tham dự Nations League 2019.
Tháng 10 năm 2017, FIVB công bố thành lập giải đấu này cùng với Nations League. Đây là dự án chung giữa FIVB, IMG và 21 liên đoàn quốc gia. Challenger Cup là giải đấu vòng loại cho Nations League, đội vô địch giải đấu sẽ giành quyền tham dự Nations League năm sau.
Một giải đấu tương ứng dành cho các đội tuyển quốc gia nam là FIVB Men's Volleyball Challenger Cup.

## Thể thức

### Thể thức trước đây
Sáu đội giành quyền tham dự chia làm 2 bảng 3 đội, thi đấu vòng tròn tính điểm. Hai đội đứng đầu mỗi bảng giành quyền vào bán kết, đội nhất bảng đấu với đội nhì bảng. Hai đội thắng trận bán kết sẽ tiến vào trận chung kết để giành chức vô địch Challenger Cup và suất tham dự Nations League năm sau với tư cách đội thách đấu.

### Thể thức mới
Tám đội giành quyền tham dự thi đấu theo thể thức loại trực tiếp. Bốn đội thắng trận tứ kết giành quyền vào bán kết. Đội thắng trận tứ kết 1 đấu với đội thắng trận tứ kết 4, đội thắng trận tứ kết 2 đấu với đội thắng trận tứ kết 3. Hai đội thắng trận bán kết sẽ tiến vào trận chung kết để giành chức vô địch Challenger Cup và suất tham dự Nations League năm sau với tư cách đội thách đấu.

## Vòng loại
| Liên đoàn châu lục | Số suất     |
| ------------------ | ----------- |
| AVC (Châu Á)       | 1           |
| CAVB (Châu Phi)    | 1           |
| CSV (Nam Mỹ)       | 1           |
| CEV (Châu Âu)      | 2           |
| NORCECA (Bắc Mỹ)   | 1           |
| Tổng               | 8 (6+H+VNL) |

## Chủ nhà
Danh sách chủ nhà theo số lần tổ chức vòng chung kết giải đấu.
| Số lần | Chủ nhà     | Các năm    |
| ------ | ----------- | ---------- |
| 2      | Perú        | 2018, 2019 |
| 1      | Croatia     | 2022       |
| 1      | Pháp        | 2023       |
| 1      | Philippines | 2024       |

## Các đội tham dự
Kí hiệu
- 1st – Vô địch
- 2nd – Á quân
- 3rd – Hạng ba
- 4th – Hạng tư
- •  – Không tham dự / Không vượt qua vòng loại
- – Chủ nhà
- Q – Giành quyền tham dự giải đấu tiếp theo

| Đội               | 2018 (6) | 2019 (6) | 2022 (8) | 2023 (8) | 2024 (8) | Tổng |
| Argentina         | •        | 3rd      | •        | •        | 8th      | 2    |
| Úc                | 5th      | •        | •        | •        | •        | 1    |
| Bỉ                | •        | •        | 2nd      | •        | 4th      | 2    |
| Bulgaria          | 1st      | •        | •        | •        | •        | 1    |
| Cameroon          | •        | •        | 8th      | •        | •        | 1    |
| Canada            | •        | 1st      | •        | •        | •        | 1    |
| Đài Bắc Trung Hoa | •        | 6th      | •        | •        | •        | 1    |
| Colombia          | 2nd      | •        | 4th      | 3rd      | •        | 3    |
| Croatia           | •        | 4th      | 1st      | 7th      | •        | 3    |
| Cộng hòa Séc      | •        | 2nd      | 6th      | •        | 1st      | 3    |
| Pháp              | •        | •        | 5th      | 1st      | •        | 2    |
| Hungary           | 5th      | •        | •        | •        | •        | 1    |
| Kazakhstan        | •        | •        | 7th      | •        | •        | 1    |
| Kenya             | •        | •        | •        | 6th      | 5th      | 2    |
| México            | •        | •        | •        | 5th      | •        | 1    |
| Perú              | 4th      | 5th      | •        | •        | •        | 2    |
| Philippines       | •        | •        | •        | •        | 7th      | 1    |
| Puerto Rico       | 3rd      | •        | 3rd      | •        | 2nd      | 3    |
| Thụy Điển         | •        | •        | •        | 2nd      | 6th      | 2    |
| Ukraina           | •        | •        | •        | 4th      | •        | 1    |
| Việt Nam          | •        | •        | •        | 8th      | 3rd      | 2    |

## Tóm tắt kết quả
| Năm           | Chủ nhà |                             | Chung kết                   | Chung kết                   | Chung kết                   |                             | Trận tranh hạng ba          | Trận tranh hạng ba          | Trận tranh hạng ba          |                             | Số đội |
| Năm           | Chủ nhà | Vô địch                     | Tỉ số                       | Á quân                      | Hạng ba                     | Tỉ số                       | Hạng tư                     |                             |                             |                             | Số đội |
| ------------- | ------- | --------------------------- | --------------------------- | --------------------------- | --------------------------- | --------------------------- | --------------------------- | --------------------------- | --------------------------- | --------------------------- | ------ |
| 2018 Chi tiết | Lima    | · Bulgaria                  | 3–1                         | · Colombia                  | · Puerto Rico               | 3–2                         | · Perú                      | 6                           |                             |                             |        |
| 2019 Chi tiết | Lima    | · Canada                    | 3–2                         | · Cộng hòa Séc              | · Argentina                 | 3–0                         | · Croatia                   | 6                           |                             |                             |        |
| 2020          | Zadar   | Bị hủy do Đại dịch COVID-19 | Bị hủy do Đại dịch COVID-19 | Bị hủy do Đại dịch COVID-19 | Bị hủy do Đại dịch COVID-19 | Bị hủy do Đại dịch COVID-19 | Bị hủy do Đại dịch COVID-19 | Bị hủy do Đại dịch COVID-19 | Bị hủy do Đại dịch COVID-19 | Bị hủy do Đại dịch COVID-19 |        |
| 2021          | Zadar   | Bị hủy do Đại dịch COVID-19 | Bị hủy do Đại dịch COVID-19 | Bị hủy do Đại dịch COVID-19 | Bị hủy do Đại dịch COVID-19 | Bị hủy do Đại dịch COVID-19 | Bị hủy do Đại dịch COVID-19 | Bị hủy do Đại dịch COVID-19 | Bị hủy do Đại dịch COVID-19 | Bị hủy do Đại dịch COVID-19 |        |
| 2022 Chi tiết | Zadar   | · Croatia                   | 3–1                         | · Bỉ                        |                             | · Puerto Rico               | 3–1                         | · Colombia                  |                             | 8                           |        |
| 2023 Chi tiết | Laval   | · Pháp                      | 3–1                         | · Thụy Điển                 | · Colombia                  | 3–1                         | · Ukraina                   | 8                           |                             |                             |        |
| 2024 Chi tiết | Manila  | · Cộng hòa Séc              | 3–1                         | · Puerto Rico               | · Việt Nam                  | 3–1                         | · Bỉ                        | 8                           |                             |                             |        |